# X(3872)
El X(3872) es una partícula anómala con una masa de 3871.68 MeV/c2. Esta partícula no encaja en el modelo de quarks debido a sus números cuánticos. Fue descubierta por el experimento Belle en Japón y confirmado más tarde por varios otros experimentos. Se han propuesto diversas teorías que intentan explicar su naturaleza, como considerarla una molécula mesónica o un par diquark-antidiquark (tetraquark).
Los números cuánticos de X(3872) fueron determinados por el experimento LHCb en el CERN en marzo de 2013. El valor para JCP es 1++.